# Sámsonháza
Sámsonháza is een plaats (község) en gemeente in het Hongaarse comitaat Nógrád. Sámsonháza telt 286 inwoners (2001).